# TKF
TKF — польская танкетка (разведывательный танк) периода до и частично в годы Второй мировой войны. Одна из версий ТК-3.
Производство танкеток TKF происходило на заводе Ursus S.A. Всего было построено не менее 18 машин этого типа. В сентябре 1939 года из 13 танков ТКФ была сформирована Разведывательная танковая эскадрилья, которая затем была присоединена к 10-й кавалерийской бригаде10-й кавалерийской бригаде.
В ходе Сентябрьской кампании 10-я кавалерийская бригада перешла польско-венгерскую границу и была интернирована в Венгрии. 22 сентября 1939 года Венгрии было передано 9 танкеток ТК-3/ТКФ, которые затем были приняты на вооружение венгерской армии. В марте 1944 года одна из танкеток ТКФ была захвачена югославскими партизанами. Позднее эта машина находилась в военном музее в Белграде.

## Изменения по сравнению с TK-3
В TKF использовался двигатель Fiat 122 AC производства Польши. Это был шестицилиндровый, четырёхтактный агрегат, мощностью 42 л. с. при 2600 об/мин и объёмом 2516 см³.
Изменениям подверглись среди прочего подвеска, коробка передач, тормоза, рулевое колесо, рычаги акселератора и сцепления, радиатор, механизм ручного запуска и электрическая система (включая напряжение от 6 до 12 В).